# Banana Joe
Banana Joe é um filme de comédia teuto-italiano de 1982, dirigido pelo diretor americano Steno (pseudônimo de Stefano Vanzina) e estrelado por Bud Spencer.

## Enredo
Bud Spencer interpreta Banana Joe, um ingênuo órfão, que mora em Amantido, uma pequena aldeia na Colômbia. Joe é um gigante com um coração de ouro que, como um trabalho, regularmente entrega bananas a um porto fluvial sul-americano (daí seu nome). Torsillo descobre que Joe está trocando bananas sem licença e decide explorá-las. Na sua próxima entrega, Joe é detido pela polícia e recebe a opção de adquirir uma licença legal ou de apreender seu barco e ser preso por embarque ilegal. Joe viaja para a cidade mais próxima, Puerto Grande para tentar se opor a este projeto e ter uma licença oficial para o comércio de banana. Em busca de sua licença, Joe descobre que precisa se registrar junto às autoridades para "existir" legalmente. Como ele não tem registros oficiais adequados, no entanto, isso se mostra altamente difícil, e as restrições e brechas da burocracia não ajudam a resolver o problema. Não familiarizado com a vida na cidade, ele é vítima de um vigarista chamado Manuel Pezzullo, um emigrante de Nápoles.

## Elenco
- Bud Spencer como Banana Joe
- Marina Langner como Dorianne
- Mario Scarpetta como Manuel
- Gianfranco Barra como Torsillo
- Enzo Garinei como Moreno
- Gunther Philipp como Sarto

## Produção
O filme foi filmado em Turbo, uma cidade portuária no Golfo de Urabá na Colômbia, no departamento de Antioquia. No mesmo golfo, o comércio da banana continua em larga escala até hoje, com vários barcos de banana que, ancorados, aguardam o "maone" ou "bongos" cheios de bananas. A entrada para o ministério no filme, é atualmente o Hotel Caribe em Cartagena das Índias. O quartel "Zoncada", no qual Banana Joe realiza o serviço militar e cujo nome é repetido várias vezes durante a mesma cena, é uma clara referência ao quartel "Moncada", palco do famoso episódio da revolução cubana que ocorreu em 1953.

## Trilha Sonora
Várias das músicas usadas no filme são de autoria e interpretação do grupo musical italiano Oliver Onions, formada pelos irmãos Guido de Angelis e Maurizio de Angelis, conhecidos arranjadores e autores de trilhas sonoras nos anos setenta e oitenta.
Quando Joe é contratado para ser um segurança e é introduzido na boate, a música Brotherly Love, lançada originalmente na trilha sonora do filme Pari e dispari, é claramente ouvida. Além disso, na cena do retorno de Joe a Amantido é tocada a música tema do filme de 1977 de Bud Spencer, I due superpiedi quasi piatti. A música cantada por Marina Langner (Dorianne) na noite é chamada I Wanna Believe. A música tema do filme Banana Joe também é de autoria de Guido e Maurizio

## Lançamento
O filme teve seu pré-lançamento em Milão, Itália em 7 de abril de 1982, na presença de Bud Spencer, que, após a exibição, também se encontrou com os repórteres. O lançamento oficial nos cinemas italianos, se deu em 8 de abril de 1982.